# 걱정 말아요 그대
〈걱정 말아요 그대〉는 한국의 가수 전인권이 2004년 11월 13일, 4집 앨범 《전인권과 안 싸우는 사람들》에 타이틀 곡으로 수록해 처음 발표 되었다. 여담으로 이 노래는 당초 김장훈이 부를 뻔 했지만 김장훈의 음반 발매가 늦어지는 바람에 전인권이 직접 부르게 되었다.

## 개요
2013년 12월 6일, 전인권이 소속된 들국화 멤버들과 함께 '들국화'라는 이름의 앨범으로 본인의 노래를 리메이크 하였다. 또한 슈퍼스타 K6에서 곽진언, 김필이 오디션 곡으로 부른 적이 있다. 세상 모든 사람들에게 위로를 주는 메시지를 담은 노래로 많이 알려져 있다.
2015년에는 이적이 응답하라 1988 OST를 통해 리메이크 하여 젊은 세대에게도 알려졌고, 1980년대 분위기를 내기 위해 더욱 빈티지하게 편곡하였다고 한다.
이후 2016년에는 K리그1 소속의 FC 서울이 하프타임에 전 관중이 부르는 응원가로 활용하여 다시 한 번 인기를 끌고 있으며, 2016년 8월 13일에는 슈퍼매치에서 특별 게스트로 초청되어 라이브 공연을 하였다.
하지만 문제가 있었다. 2017년 상반기 '걱정말아요 그대'가 1970년대 독일 쾰른에서 활동한 밴드 블랙 푀스(Bläck Fööss)의 '드링크 도흐 아이네 멧'(Drink doch eine met)과 선율이 비슷하다는 글과 함께 블랙 푀스의 공연 영상이 올라오며 표절 의혹에 휩싸였다. 이를 접한 누리꾼들은 '걱정말아요 그대'의 후렴구 '지나간 것은 지나간 대로' 부분의 멜로디 라인 등이 굉장히 비슷하게 들린다고 말하요 의혹은 점점 더 커졌다.
이에 전인권은 2017년 4월 26일 공식 페이스북 계정에 "표절 아니고 자산"이라는 입장을 밝혔다. # 페이스북 글 캡쳐본이 있는 기사
표절 논란이 사그러들지 않자, 4월 28일 오전 자신의 페이스북 계정에 "나는 곧 독일로 갑니다"라는 글로 운을 떼며 “일단 그 곡을 만든 사람 입장을 충분히 받아 드리고 원하는 것을 해줄 겁니다,” "그 날(합의가 된 날 이후) 로열티를 달라고 하면 적당 선에서 합리적으로 재판을 하든, 그 쪽 입장대로 로열티가 결정되면 한국 저작권협회와 상의해서 줄 것," "나는 내가 만든 '걱정말아요 그대'가 그 원곡과 비교할 때(가사 등 그 나라 대중음악과 우리 입장이 서로 다르지만) 내 것이 더 좋을 수 있다고 얘기할 것"이라고 했다. # 페이스북 원문 인용 기사 그러나 여러 가지 이유로 독일 행은 무산되었다. 
2017년 7월 18일 오마이뉴스 기사에 의하면, 8월 경 블랙 푀스와의 국내 공연을 독일 관계자들에게 제안받아 준비 중이라고 한다. 

## 같이 보기
- 블랙 푀스
  - Drink doch eine met(독일어판)